# Без крыши, вне закона
«Без крыши, вне закона» (фр. Sans toit ni loi) — фильм французского режиссёра Аньес Варда, вышедший на экраны в 1985 году. Название фильма обыгрывает распространённое французское выражение «sans foi ni loi», которое переводится как «без веры и закона».
Фильм сочетает сцены реалистичного киноповествования о жизни героини с псевдодокументальными эпизодами, в которых люди, знавшие её в последние дни её жизни, обращаясь непосредственно в камеру, рассказывают о своих впечатлениях от общения с ней и о том, что они думают о ней и о её образе жизни.
В 1985 году этот фильм принёс Аньес Варда главный приз Венецианского фестиваля — «Золотой лев», а также престижный приз ФИПРЕССИ. В 1986 году за игру в этом фильме Сандрин Боннер была удостоена кинопремии Сезар как лучшая актриса.

## Сюжет
Действие фильма происходит в течение нескольких зимних дней на южном побережье Франции. Во время работы на винограднике батрак находит в канаве тело замёрзшей девушки (Сандрин Боннер) в пропитанной вином старой и грязной одежде. Полиция приходит к заключению, что ввиду отсутствия следов насилия смерть произошла по естественным причинам. Документов у умершей не было обнаружено, и опознать её было некому. Закадровым голосом начинается повествование о последних днях её жизни, так как о предыдущей её жизни практически ничего не известно.
Рассказ начинается с того, что девушка, её зовут Мона, выходит обнажённая после купания в море. Она путешествует на попутных машинах, спит в палатке или заброшенных домах, берёт еду и спички у крестьян, ест выброшенный сухой хлеб или выпрашивает бутерброд в кофейне. Чтобы заработать немного денег, Мона моет машины в автосервисе, занимается сексом с её владельцем. Вместе с другим хиппующим парнем Мона селится в пустом старом доме, где между ними складываются кратковременные нежные отношения — они целуются, слушают музыку и курят траву. После того, как заканчивается трава, а на дом нападают грабители, Мона расстаётся с парнем. Мона греется у костра в лесу, получает еду в католической миссии. Затем забредает на бедную козью ферму, которой управляет молодая семья с маленьким ребёнком. Она просится переночевать, затем говорит, что хотела бы что-то делать. Мона рассказывает о себе, что жила в Париже, окончила техническую школу и работала секретаршей, но ей такая жизнь была скучна, и она выбрала свободу и одиночество. Молодой владелец фермы, как выясняется, магистр философии, говорит, что все его друзья, которые выбрали такой жизненный путь, став бродягами, либо умерли, либо окончательно опустились. Ей выделяют собственный вагончик и небольшой участок земли, на котором она изъявила желание выращивать картофель. Однако очень скоро Мона теряет интерес к работе, запускает дом и бездельничает. В итоге она крадёт немного сыра у хозяйки и уходит с фермы. По дороге Мону подбирает мадам Ланди (Маша Мериль), профессор университета, занимающаяся спасением платанов от грибковой эпидемии, которая её подкармливает и пытается наметить вместе с ней какие-то жизненные перспективы, но Мону вполне устраивает её образ жизни. Мадам показывает Мону своему молодому коллеге Жану-Пьеру (Стефан Фрейсс), который смотрит на неё с любопытством и страхом. Мона уходит, она сдаёт кровь, подрабатывает грузчицей. Вновь встречается с мадам Ланди, которая переживает за её судьбу, но вынуждена уехать обратно в свой город. Мона высаживается около леса, ставит палатку, вскоре её выслеживает и насилует неизвестный. На виноградном поле Мона знакомится с батраком-тунисцем, который предлагает ей место для ночлега в своём общежитии и работу вместе с ним. Два дня они вместе обрезают виноградники, затем возвращаются другие работники, и по их требованию Мона вынуждена уйти. Одинокую Мону подбирает Иоланда (Иоланда Моро), служанка в доме, где своё время Мона жила с парнем и где была совершена кража. Иоланда сочувствует и даже по-своему завидует Моне потому, что видела её в романтических объятиях другого мужчины, чего ей так не хватает в отношениях с грубым, пьющим иждивенцем Паоло (Жоэль Фосс). Иоланда предлагает Моне остаться с ней жить и готова заботиться о ней. Пока Иоланда уезжает в город, Мона напивается вместе со старухой хозяйкой, после чего её выгоняют из дома. Саму Иоланду молодой племянник хозяйки Жан-Пьер с женой тоже вскоре увольняет, подозревая, что кражу в их доме совершил Паоло. Жан-Пьер нашёл Иоланде работу в другом месте и провожает её на вокзале, где видит пьяную и опустившуюся Мону в компании молодых вороватых бродяг. Жан-Пьер звонит мадам Ланди, и говорит, что нашёл Мону, пьяную, грязную, невменяемую и отвратительную, которая его даже не узнаёт. Мона и бродяги ведут себя на вокзале вызывающе, затем уходят и спят в заброшенном доме. Между ними возникает потасовка, в результате чего дом сгорает. Мона уходит, а один из бродяг сожалеет, что не успел на ней подзаработать. Мона спит в теплице, где ночью сильно замерзает. Днём идёт в город, где на празднике винограда её с головы до ног обливают вином. Грязная, мокрая и продрогшая, кашляя, она идёт обратно в поле, спотыкается и падает в яму. У неё нет сил подняться, начинаются судороги, она затихает.

## В ролях
- Сандрин Боннер — Мона Бержерон
- Маша Мериль — Мадам Ланди
- Сети Рамдане — Крестьянин-тунисец
- Иоланда Моро — Иоланда
- Жоэль Фосс — Паоло
- Стефан Фрейсс — Жан-Пьер

## Награды и номинации
| Награда                                      | Категория                    | Имя            | Результат |
| -------------------------------------------- | ---------------------------- | -------------- | --------- |
| Премия Сезар                                 | Лучшая актриса               | Сандрин Боннер | Победа    |
| Премия Сезар                                 | Лучший фильм                 | Аньес Варда    | Номинация |
| Премия Сезар                                 | Лучший режиссёр              | Аньес Варда    | Номинация |
| Премия Сезар                                 | Лучшая актриса второго плана | Маша Мериль    | Номинация |
| Французский синдикат кинокритиков            | Лучший фильм                 | Аньес Варда    | Победа    |
| Премия Ассоциации кинокритиков Лос-Анджелеса | Лучшая актриса               | Сандрин Боннер | Победа    |
| Премия Ассоциации кинокритиков Лос-Анджелеса | Лучший иностранный фильм     | Аньес Варда    | Победа    |
| Премия Сан Хорди                             | Лучшая иностранная актриса   | Сандрин Боннер | Победа    |
| Венецианский кинофестиваль                   | Золотой лев                  | Аньес Варда    | Победа    |
| Венецианский кинофестиваль                   | Приз ФИПРЕССИ                | Аньес Варда    | Победа    |
| Венецианский кинофестиваль                   | Приз OCIC                    | Аньес Варда    | Победа    |